# Università della Tasmania
L'Università della Tasmania (UTAS) è una delle più antiche dell'Australia. Ha due sedi, una a Hobart, nel sud dell'isola, e l'altra a Launceston, nella parte settentrionale.

## Struttura
I corsi principali sono: Contabilità; Agricoltura; Acquacoltura; Architettura; Studi sull'Asia e lingue; Biochimica; Scienze Biomediche; Botanica; Ceramica; Chimica, Informatica; Televisione; Economia; Pedagogia; Ingegneria; Studi ambientali; Geologia; Design grafico; Discipline umanistiche; Affari internazionali; Diritto; Gestione; Marketing; Medicina; Musica; Scienze infermieristiche; Pittura; Farmacia; Fotografia; Fisica; Scienze politiche; Psicologia; Scienza; Scultura; Scienze sociali; Lavoro sociale; Scienze dello sport; Topografia e zoologia.